# Brouwerij Sint-Joris (Reningelst)
Brouwerij Sint Joris (Brouwerij Six) is een voormalige brouwerij te Reningelst en was actief van voor 1807 tot 1963. De gebouwen zijn beschermd.

## Geschiedenis
De brouwerij werd gedeeltelijk opgetrokken met stenen van het kasteel van Reningelst dat in 1793 afbrandde. In 1913 werd de brouwerij aanzienlijk uitgebreid en de bestaande gebouwen gerenoveerd en was lange tijd in de handen van de familie Six.
In 1997 kregen de gebouwen, de resterende installatie en ook het dorpsgezicht een beschermde status.

## Gebouwen en erfgoed[2]
Site
De site bestaat uit een brouwershuis met tuin grenzend aan de straatkant. Naast het brouwershuis is een poort met doorgang naar het achterliggende gekasseide plein. Over de gehele lengte van de doorgang zijn aan de linkerzijde (noordzijde) gelegen. Aan de rechterzijde (zuidzijde) is de tuin van het brouwershuis gelegen. Ten zuiden van de koer zijn de brouwgebouwen gelegen en aan de noordzijde magazijnen en paardenstallen.
Brouwershuis
Het dubbelhuis in eclectische stijl met gele baksteen bevat twee bouwlagen met twee haakse mansardedaken en twee dakkapellen. In de achtergevel is het gebouw gedateerd door het opschrift "S.C. 1922".
Gedenkkapel

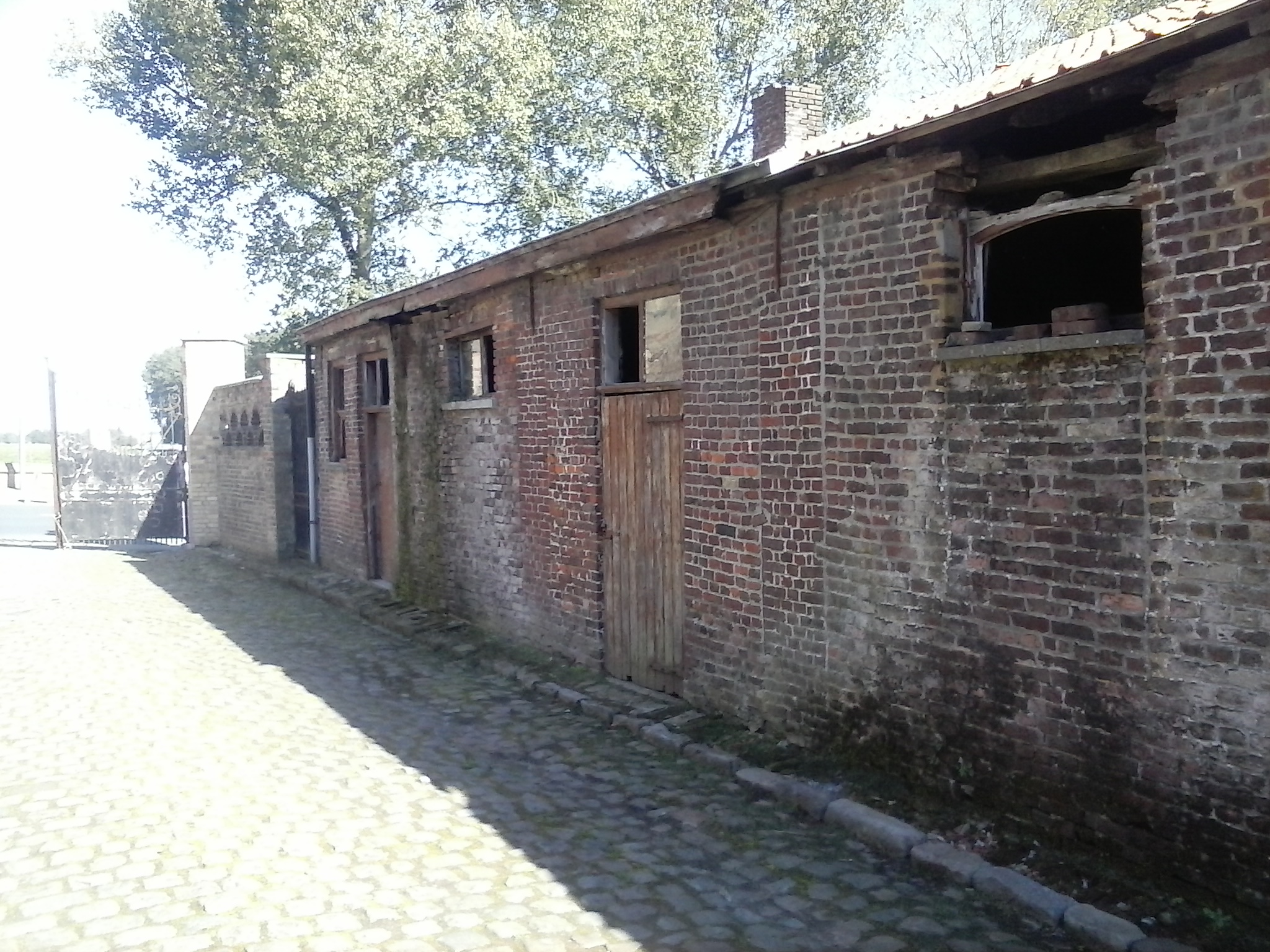
Brouwerij Sint Joris stallen langs de oprit

Aan de straatzijde staat naast het brouwershuis een herdenkingsmonument aan de Eerste Wereldoorlog, de Gedenkkapel O.L.V. van Vrede. Het gebouw onder zadeldak werd gebouwd omdat de brouwerij redelijk gespaard bleef gedurende de beschietingen van het dorp.
Brouwerij

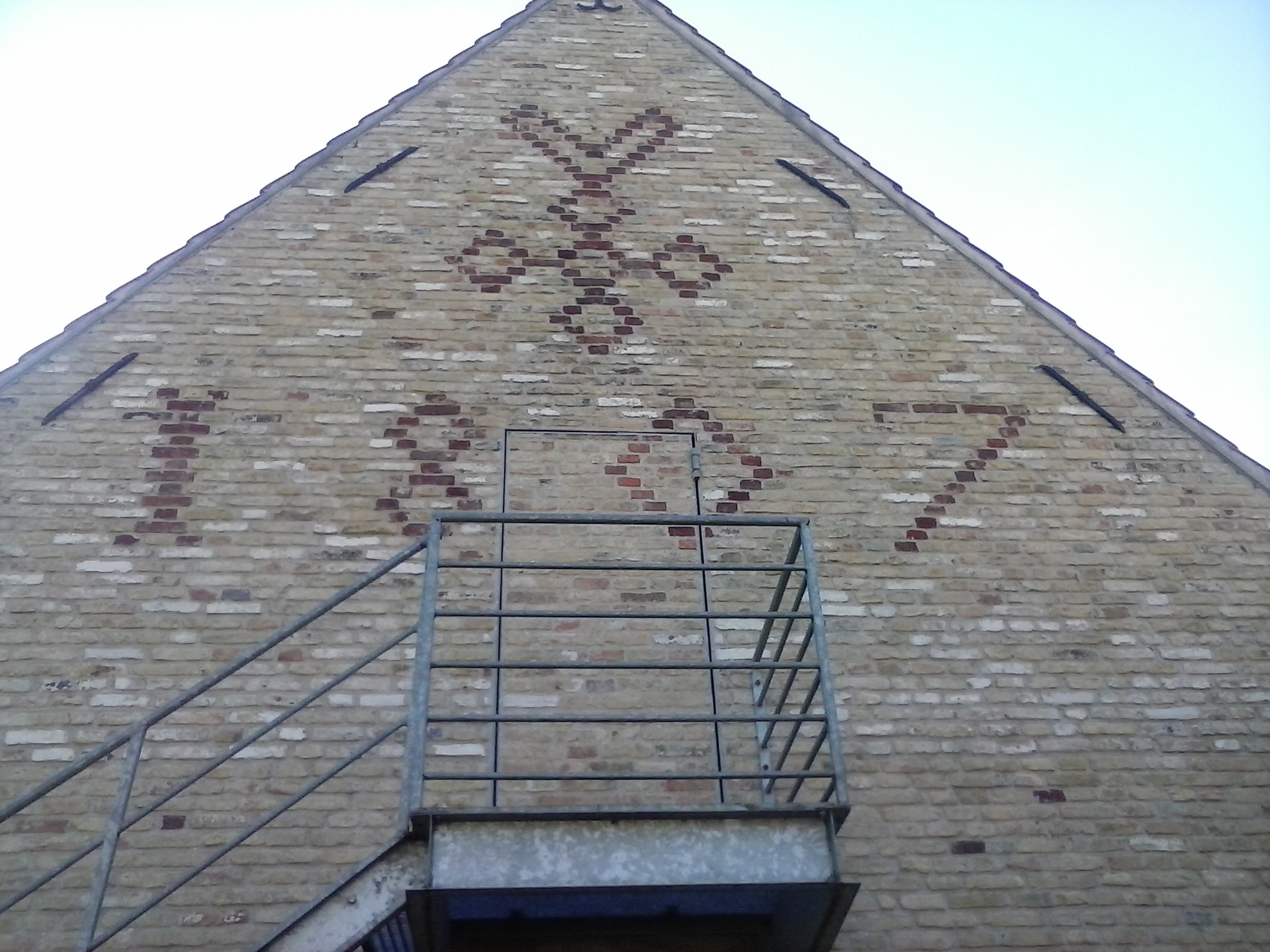
Brouwerij Sint Joris magazijn

De brouwerij bestaande uit drie bouwlagen (twee bouwlagen tot 1934) heeft een zadeldak en een schoorsteen. Het gelijkvloers bevat een bewaartank (kelder),  dieselmotor en aandrijfwiel en compressor (machinekamer), een filter (voorruimte). De eerste verdieping bevat ketels, roerkuip en meelbak (brouwzaal), koelbak (koelkamer), gistingstanks (gistkamer). De tweede verdieping bevat naast twee kleinere ketels een moutpletter en graanzolder.
Tegen de voorgevel werd een kleine aanbouw gedaan onder een lessenaarsdak.
Mouttoren
Ten westen is een mouttoren, bestaande uit drie bouwlagen en aangrenzende ronde schoorsteen. Deze dateren uit 1913. In 2005 stortte de mouttoren bijna volledig in. Er zijn plannen om deze in zijn oorspronkelijke toestand te restaureren.
Stallen en magazijn
De stallen en magazijn uit rode baksteen is gedateerd in de zijgevel door het opschrift 1807.

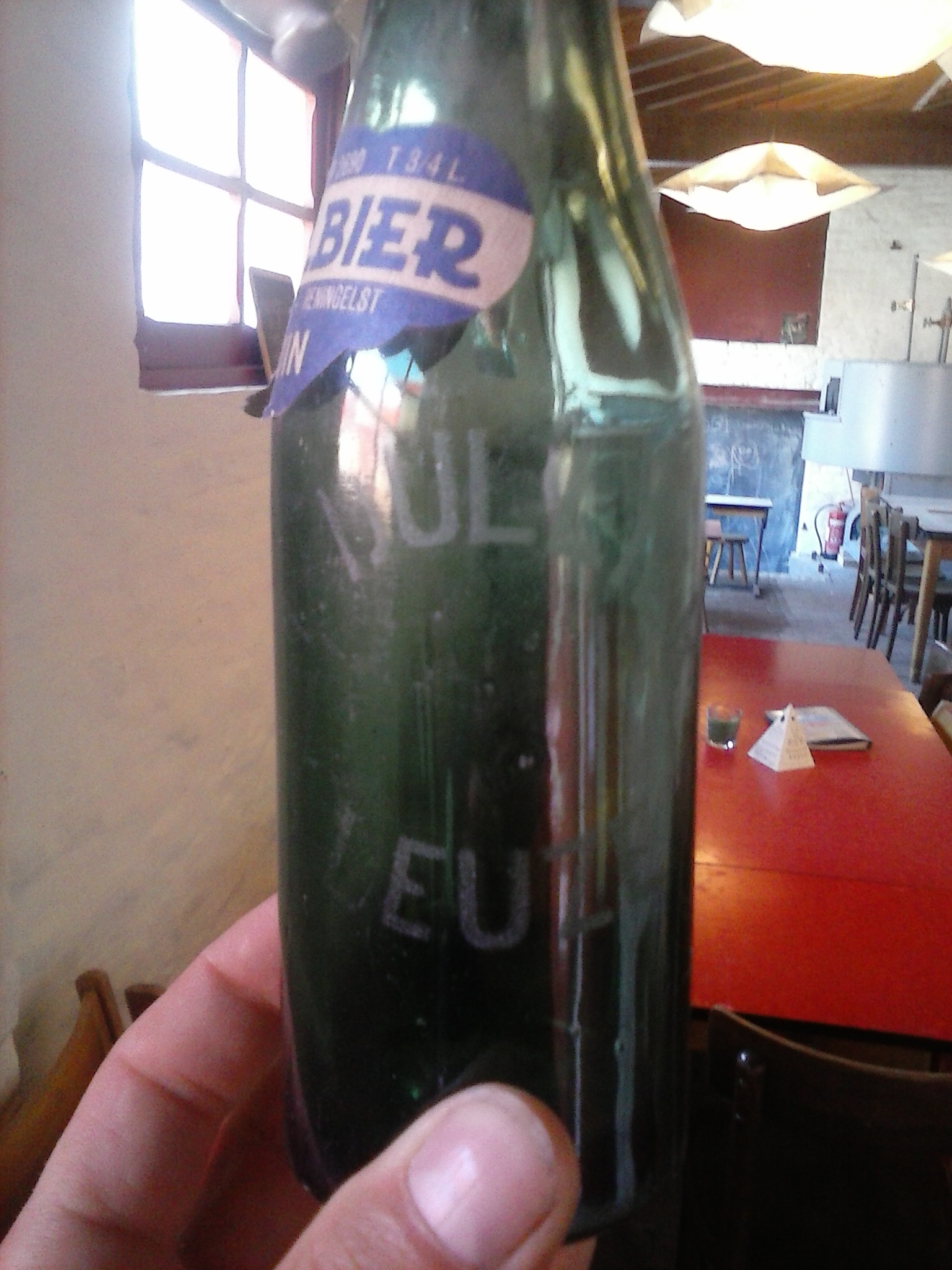
Brouwerij Sint Joris zaal met fles

## Bieren
- Rookop, een kerstbier in die tijd dat nu in opdracht opnieuw gebrouwen wordt door Brouwerij De Plukker.
- Tafelbier